# Cleveland Cavaliers 1990-1991
La stagione 1990-91 dei Cleveland Cavaliers fu la 21ª nella NBA per la franchigia.
I Cleveland Cavaliers arrivarono sesti nella Central Division della Eastern Conference con un record di 33-49, non qualificandosi per i play-off.

## Roster
| N° | Naz.                   | Ruolo | Sportivo          | Anno | Alt. | Peso |
| -- | ---------------------- | ----- | ----------------- | ---- | ---- | ---- |
| 00 | Jugoslavia (bandiera)  | AC    | Miloš Babić       | 1968 | 213  | 109  |
| 1  | Stati Uniti (bandiera) | G     | Darnell Valentine | 1959 | 185  | 83   |
| 2  | Stati Uniti (bandiera) | GA    | Mike Woodson      | 1958 | 196  | 88   |
| 3  | Stati Uniti (bandiera) | GA    | Craig Ehlo        | 1961 | 198  | 82   |
| 5  | Stati Uniti (bandiera) | G     | Steve Kerr        | 1965 | 191  | 79   |
| 18 | Stati Uniti (bandiera) | AC    | Hot Rod Williams  | 1962 | 211  | 98   |
| 20 | Stati Uniti (bandiera) | A     | Winston Bennett   | 1965 | 201  | 95   |
| 22 | Stati Uniti (bandiera) | AC    | Larry Nance       | 1959 | 208  | 93   |
| 23 | Stati Uniti (bandiera) | G     | John Morton       | 1967 | 191  | 82   |
| 24 | Stati Uniti (bandiera) | GA    | Gerald Paddio     | 1965 | 201  | 93   |
| 25 | Stati Uniti (bandiera) | G     | Mark Price        | 1964 | 183  | 77   |
| 32 | Stati Uniti (bandiera) | A     | Henry James       | 1965 | 203  | 100  |
| 33 | Stati Uniti (bandiera) | A     | Derrick Chievous  | 1967 | 201  | 88   |
| 35 | Stati Uniti (bandiera) | A     | Danny Ferry       | 1966 | 208  | 104  |
| 43 | Stati Uniti (bandiera) | C     | Brad Daugherty    | 1965 | 213  | 109  |
| 52 | Stati Uniti (bandiera) | A     | Chucky Brown      | 1968 | 201  | 97   |

## Staff tecnico
- Allenatore: Lenny Wilkens
- Vice-allenatori: Dick Helm, Brian Winters